# ريتشارد ر. بيبودي
ريتشارد ر. بيبودي (بالإنجليزية: Richard R. Peabody)‏ هو كاتب أمريكي، ولد في 23 يناير 1892 في بوسطن في الولايات المتحدة، وتوفي في 26 أبريل 1936.